# Pentylhydrodisulfid
Pentylhydrodisulfid ist eine chemische Verbindung aus der Gruppe der organischen Disulfide.

## Vorkommen

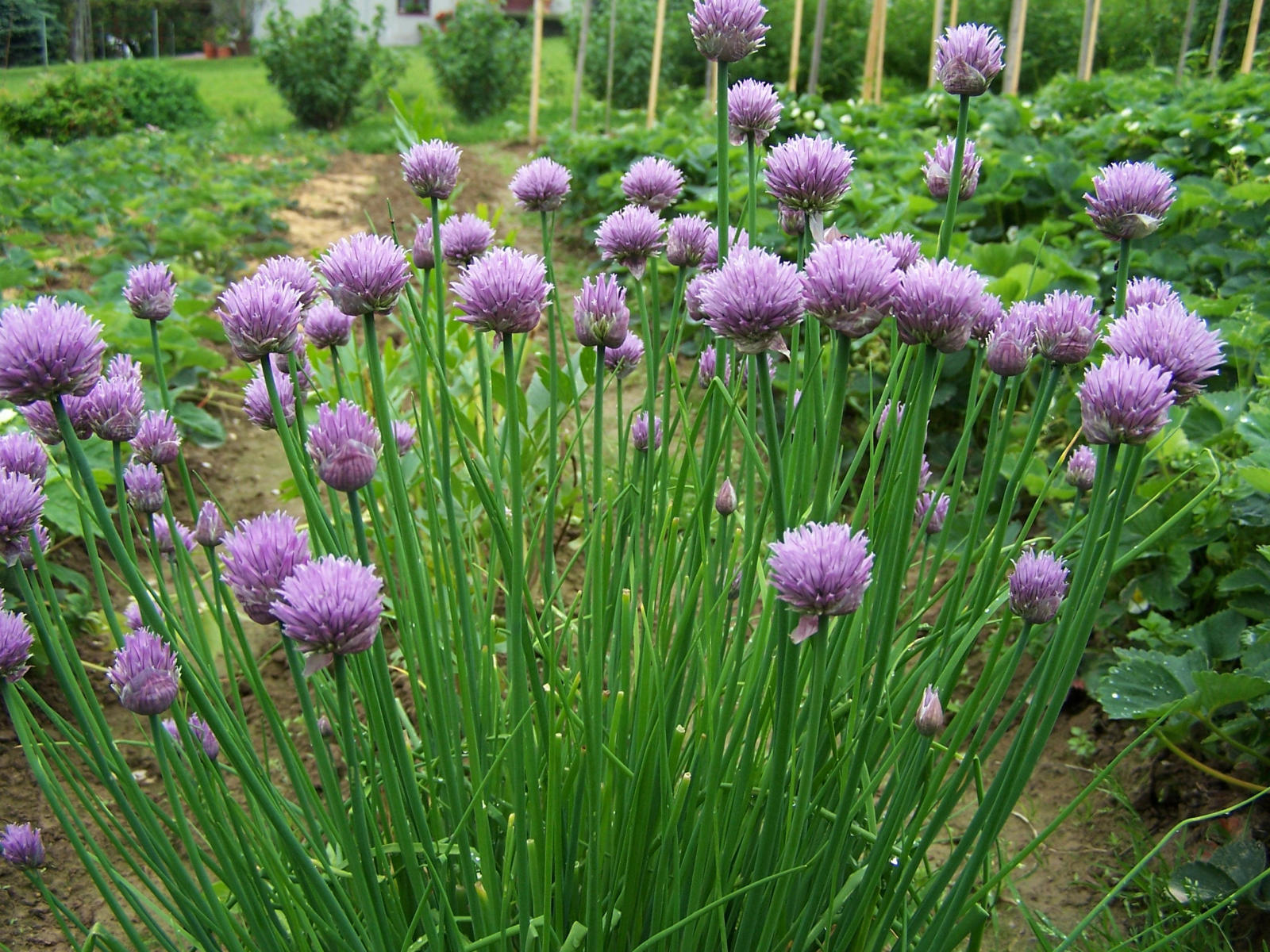
Schnittlauch

Pentylhydrodisulfide ist eine wichtige Komponente von Schnittlauchöl.

## Eigenschaften
Pentylhydrodisulfid hat einen süßlichen, zwiebelartigen Geruch.